# 广州公交增城35路
广州公交增城35路和广州公交增城35A路是运营在廣東省廣州市增城区的两条公交线路，后者为前者的辅助线路。

## 增城35路

### 中新—新塘班车时期
增城市（增城区的前身）曾陆续开办多条村村通公交线路，其中由增城市公共汽车有限公司（后更名为广州市粤运公共汽车有限公司，为广州市粤运汽车运输有限公司所属子公司）运营的中新—新塘班车即为现时增城35路的前身。中新—新塘班车于2004年2月开通，开通当时的服务时间为 6:45~17:00，全程票价4元，每日对开四班，停靠站点仅为：星之岛客运站、永和村、宁西村、冯村、联丰村、九和村、集丰村、中新客运站。
其后该班车大幅增加停靠站点并延长运营时间，同时取消绕经宁西村、冯村和联丰村，改为途经塔岗村、翟洞村和叶岭村。在2011年线路调整前，中新—新塘班车的服务时间为 6:30~19:00，全程票价6元，每10～15分钟一班，停靠站点为：新塘太阳城总站、星之岛客运站、亚太新城、新塘职中、新塘公汽总站、长岗村、岗丰村、广惠高速路口、永和中队、永和医院、永和中学、东凌工业园、塔岗村、翟洞村、公安村、金地荔湖城、叶岭村、九和村、集丰村、中新医院、中新客运站。

### 增城202路和增城35路时期
2011年12月1日，作为增城构建全域公交客运服务体系工程的一部分，中新—新塘班车作为连接新塘镇与其他镇的镇际公交线路之一，更改编号为增城202路，票价调整为起步2元、全程3元。其后线路的运营时间和部分停靠站点微调，并开行长短线：长线南端首末站为南安公交总站，短线南端首末站为下江新村。
2018年12月25日，增城区调整部分公交线路的编号，其中增城202路更改编号为增城35路，并转交由广州二汽增城分公司（现广州巴士集团增城分公司）运营。
2020年11月25日，受新新公路凤凰二桥（铁路桥）永久封闭影响，增城35路微调走向，改为接驳地铁白江站，其后线路南端调整至214站。

## 增城35A路
增城35A路作为增城35路的辅助线路，于2020年11月1日正式开通。线路由广州巴士集团增城分公司运营，从中新车站出发，经廣汕公路和新新公路，轉入香山湖社區道路后抵達香山湖总站，返程路線大致相同，沿途停靠中新车站、中新地铁站、农工商站、九和村北站、九和村站、梅园村站、叶岭坳站、香山湖路口站、香山湖站和香山湖总站，有效填补了香山湖社区前往中新地铁站区域的公交空白，拓展了公交线网的服务范围。